# ThredUp
ThredUp Inc. es una empresa estadounidense que opera una plataforma de reventa en línea utilizando Inteligencia artificial, especializada en la venta de ropa, calzado y accesorios de segunda mano. Fundada en 2009 y con sede en Oakland, California, ThredUp se ha consolidado como uno de los principales mercados de reventa en el sector de la moda.

## Historia
ThredUp fue fundada en 2009 por James Reinhart, Chris Homer y Oliver Lubin que obtuvieron 131 millones de dólares estadounidenses en una ronda de financiacíón. El objetivo de la empresa es proporcionar una solución sostenible para la moda desechada. La compañía permite a los consumidores enviar su ropa usada para ser vendida en la plataforma, ofreciendo una opción conveniente y ecológica para deshacerse de prendas que ya no usan.
Desde su creación, ThredUp ha procesado más de 137 millones de artículos de segunda mano de aproximadamente 55,000 marcas diferentes . La empresa cuenta con varios centros de distribución en Estados Unidos y Europa, lo que le permite gestionar eficientemente su inventario y satisfacer la demanda de sus clientes.
En la primera mitad de 2023, ThredUp aumento sus ventas un 4% hasta los 99,8 millones de euros, reduciendo sustancialmente su resultado negativo a 38,5 millones de euros.